# Inicjał

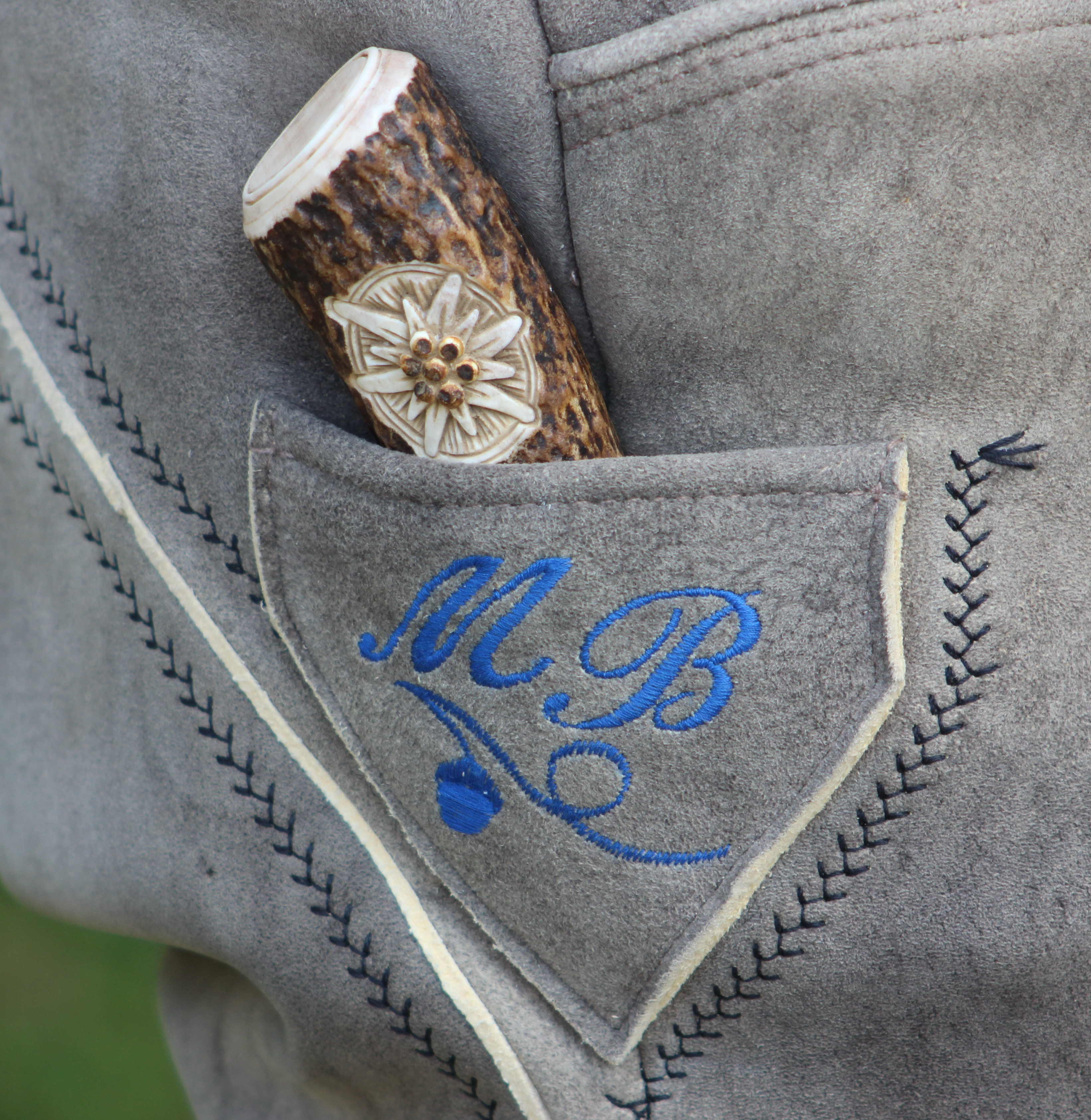

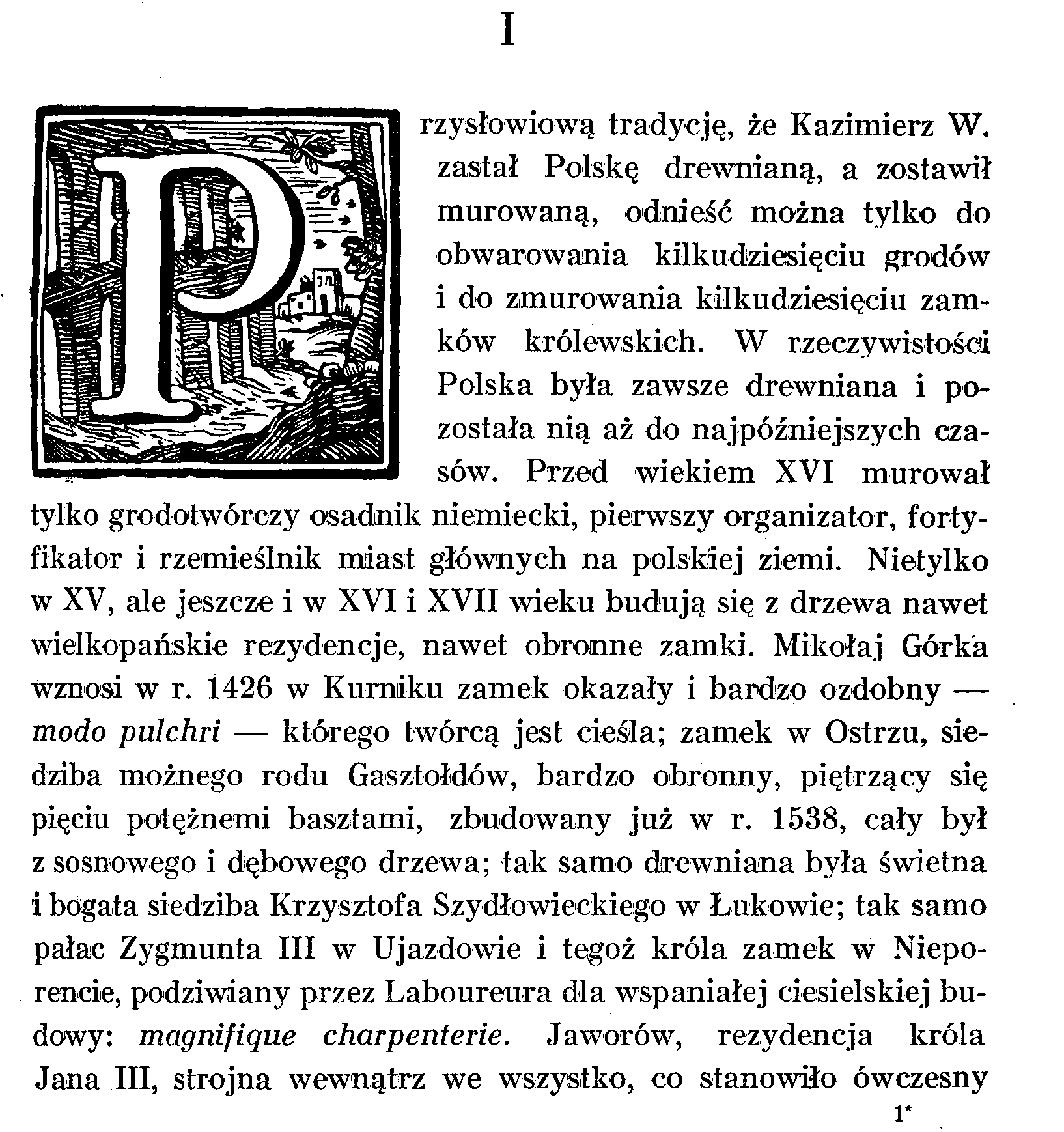
Inicjał rozpoczynający pierwszy rozdział książki Łozińskiego Życie polskie w dawnych wiekach

Inicjał (śrdw.-łac. initiale od łac. initium, początek). Można go zdefiniować jako:
- Pisownia imienia lub nazwiska w postaci skrótu ograniczonego do początkowej litery (lub rzadziej kilku początkowych liter) zakończonej kropką.
- Pierwsza litera (najczęściej wersalikowa) rozpoczynająca rozdział lub akapit tekstu, większa od liter tekstu podstawowego, niekiedy kolorowa, często też z wkomponowanym ornamentem.
- Wyróżnienie odrębnego graficznie fragmentu tekstu (najczęściej akapitu) poprzez nadanie pierwszej literze tego fragmentu innego wyglądu, niż posiada reszta tekstu. W przypadku, gdy wyróżniany fragment zaczyna się wyrazem dwuliterowym, to obie litery wchodzą do inicjału. W przypadku wystąpienia cudzysłowu na początku wyróżnianego fragmentu, wskazane jest tak przeredagować tekst, aby pozbyć się tego znaku w tym miejscu.
- Czcionka (lub font) rozpoczynająca akapit, rozdział itp. wyróżniająca się kształtem, wielkością, kolorem lub ozdobnością. W przypadku znacznie rozbudowanych inicjałów wyróżnia się m.in.: inicjały figuralne (wypełnione postaciami ludzkimi lub całymi scenami rodzajowymi), inicjały ornamentalne (z wzorami geometrycznymi lub roślinnymi), itp[1].

## Przykłady inicjałów ze zbiorów Archiwum Państwowego w Poznaniu

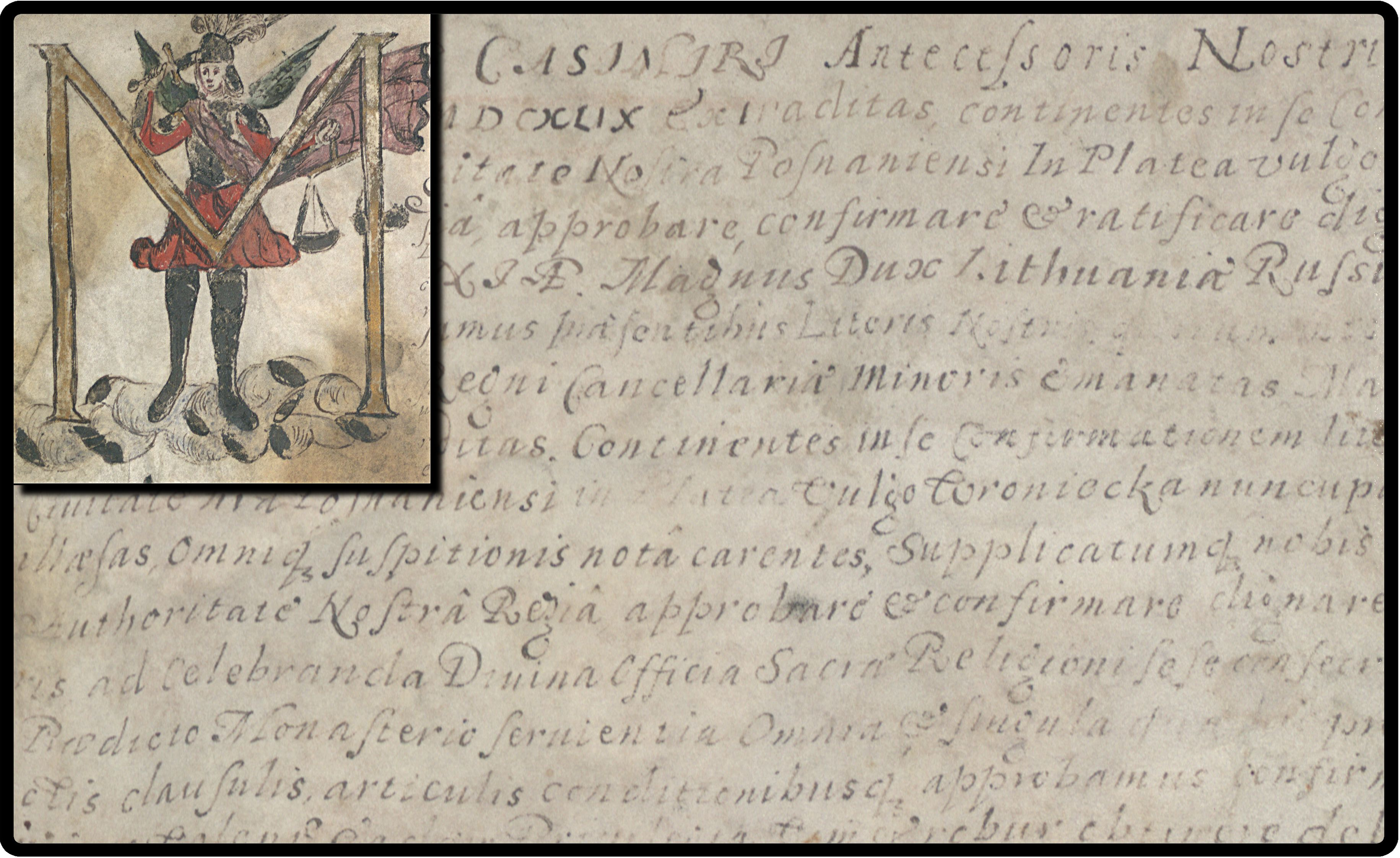
Inicjał litery M z dokumentu króla Michała Wiśniowieckiego dla klasztoru dominikanek w Poznaniu, 1669
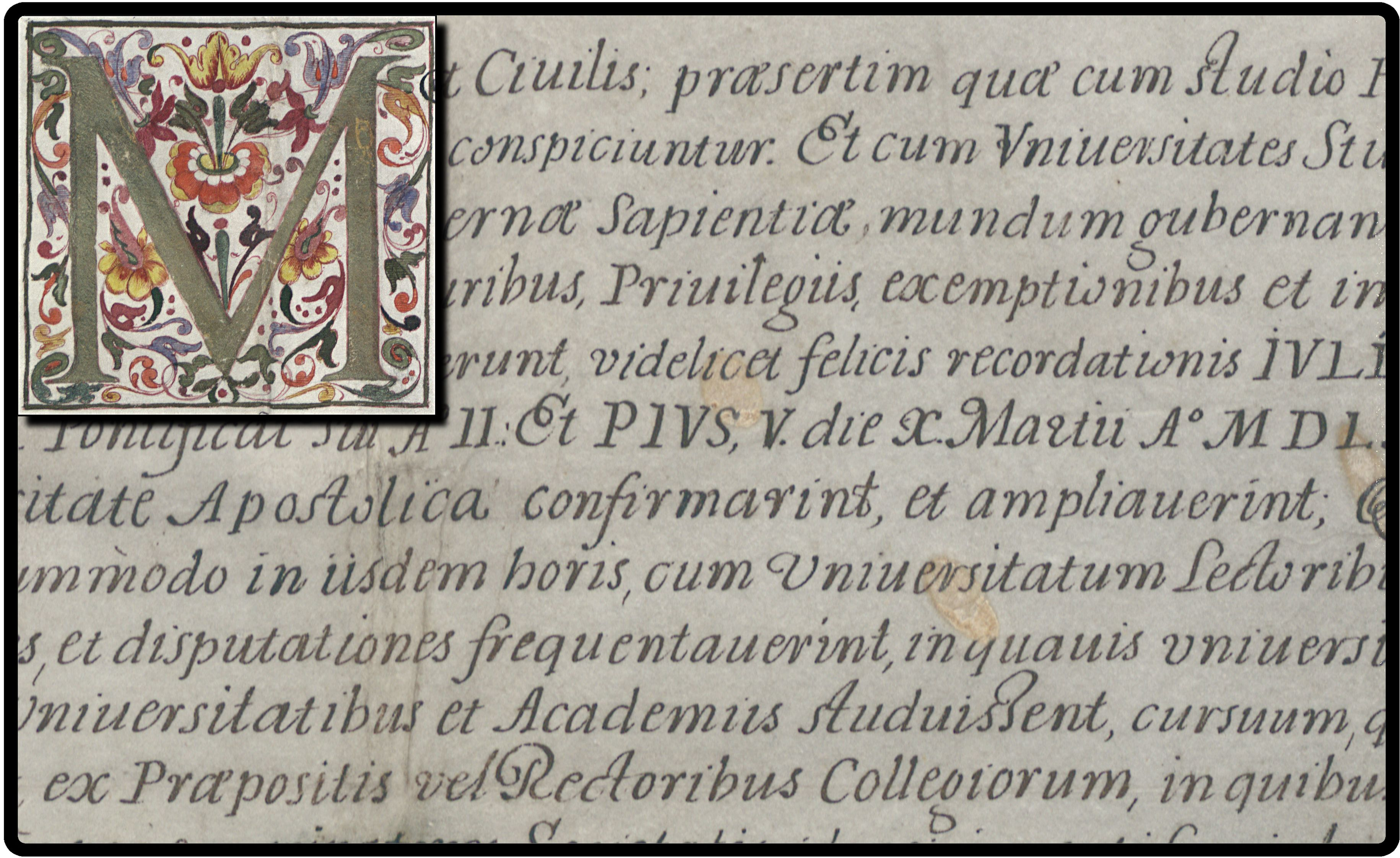
Inicjał litery M z dokumentu króla Jana III Sobieskiego dla klasztoru jezuitów w Poznaniu, 1678
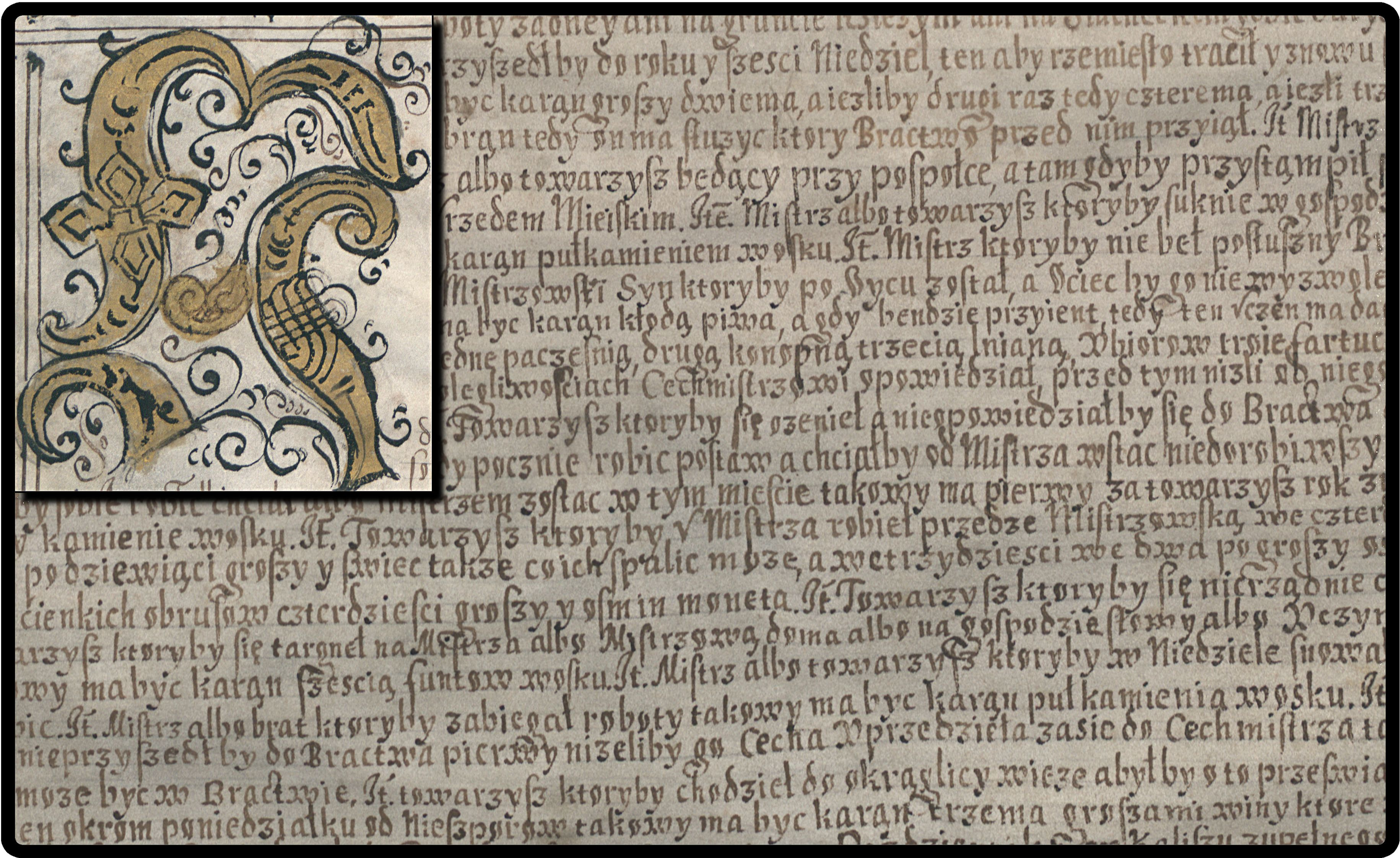
Inicjał litery N z dokumentu cechowego z Kobylina, 1639
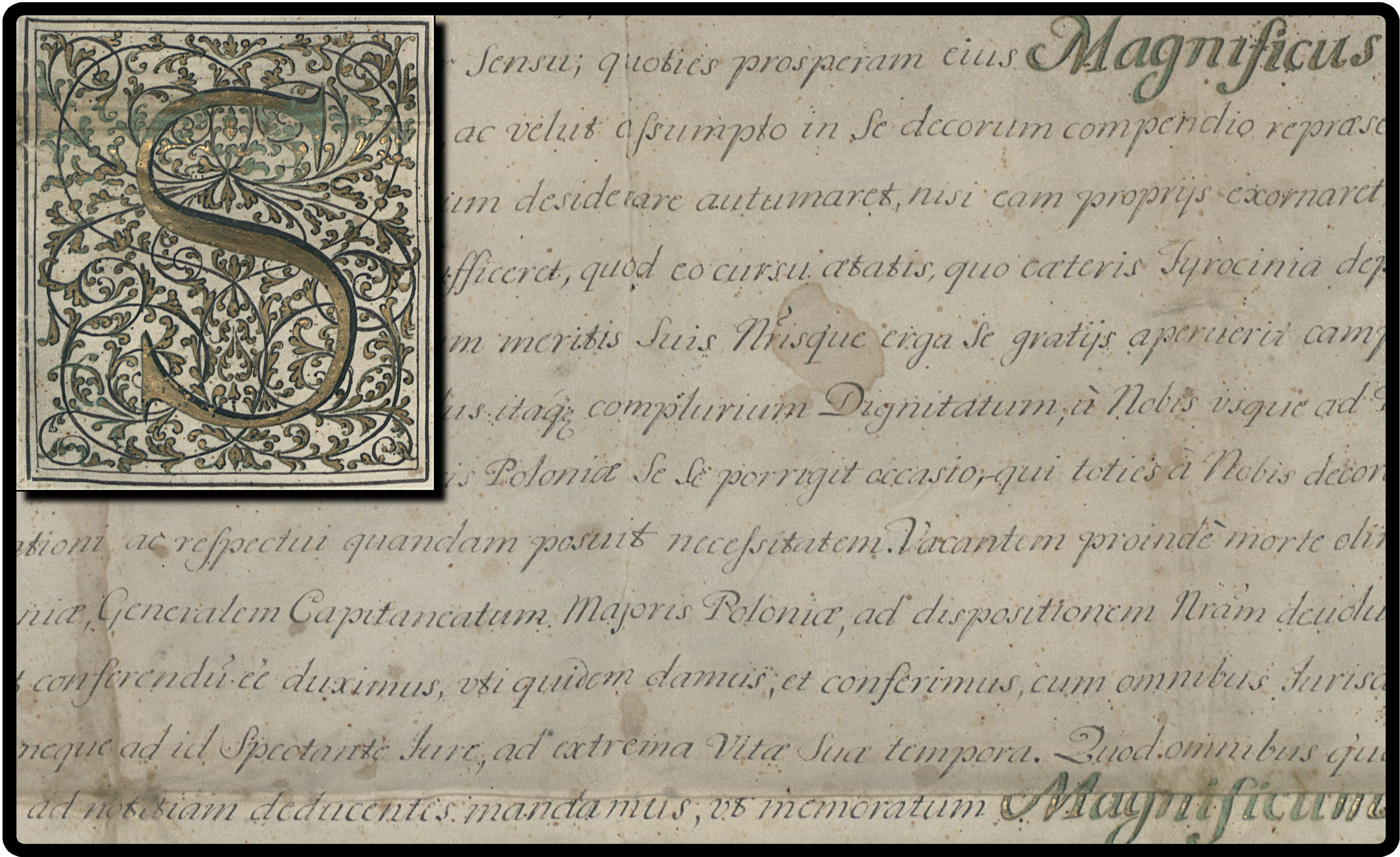
Inicjał litery S z dokumentu króla Jana III Sobieskiego dla Rafała Leszczyńskiego, starosty generalnego Wielkopolski, 1692
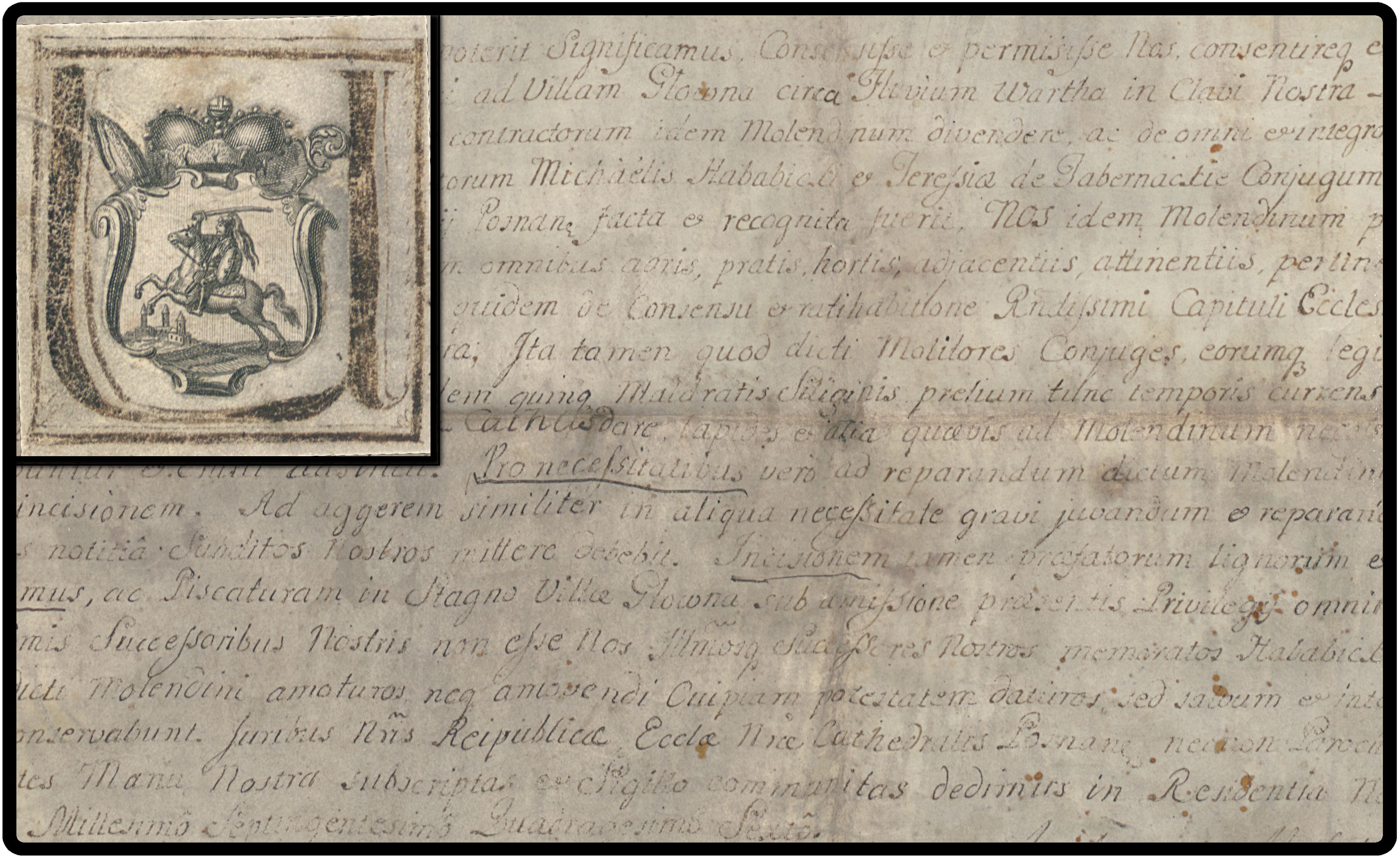
Inicjał litery U z dokumentu biskupa poznańskiego Teodora Czartoryskiego, 1746
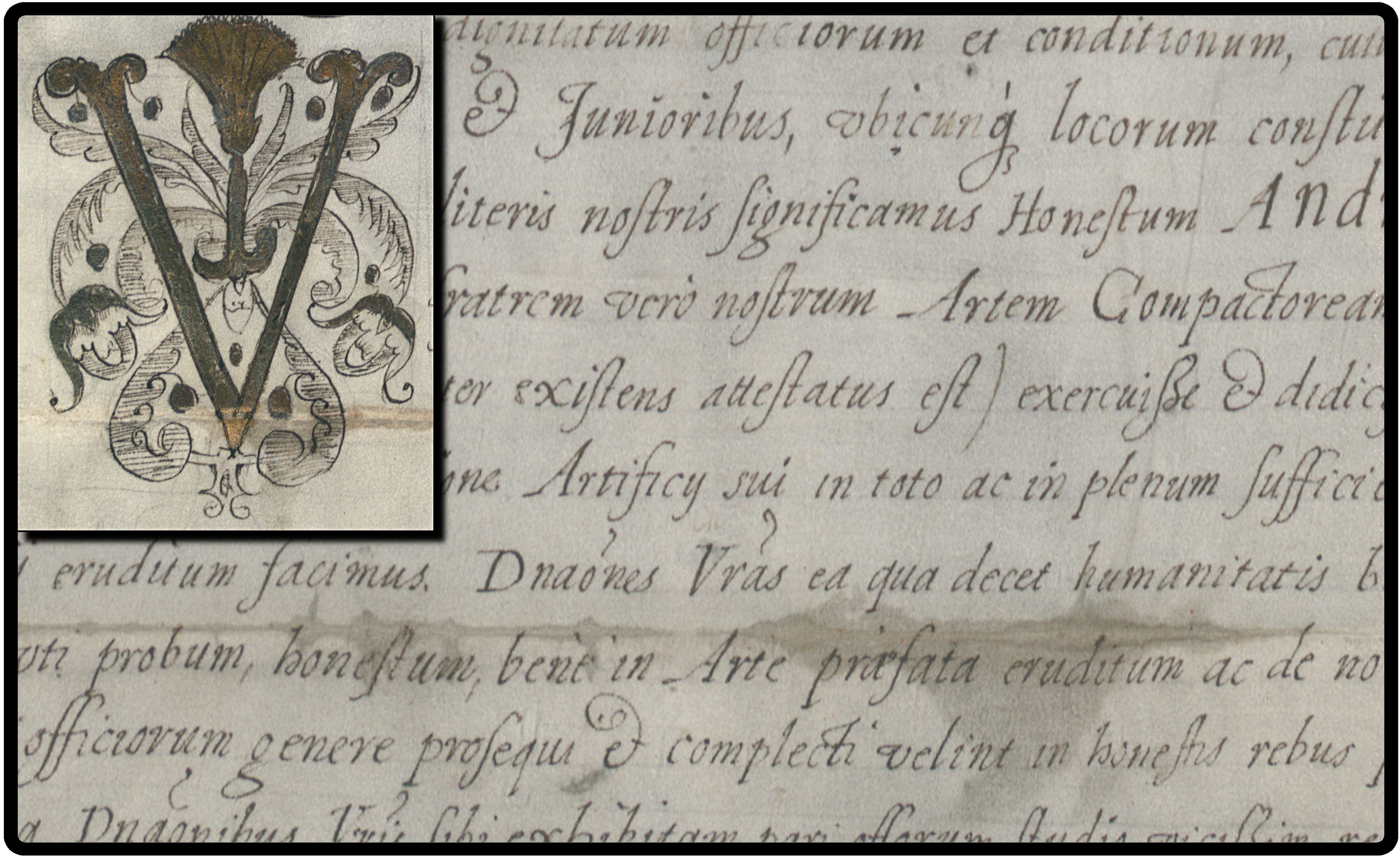
Inicjał litery V z dokumentu cechowego z Poznania, 1647
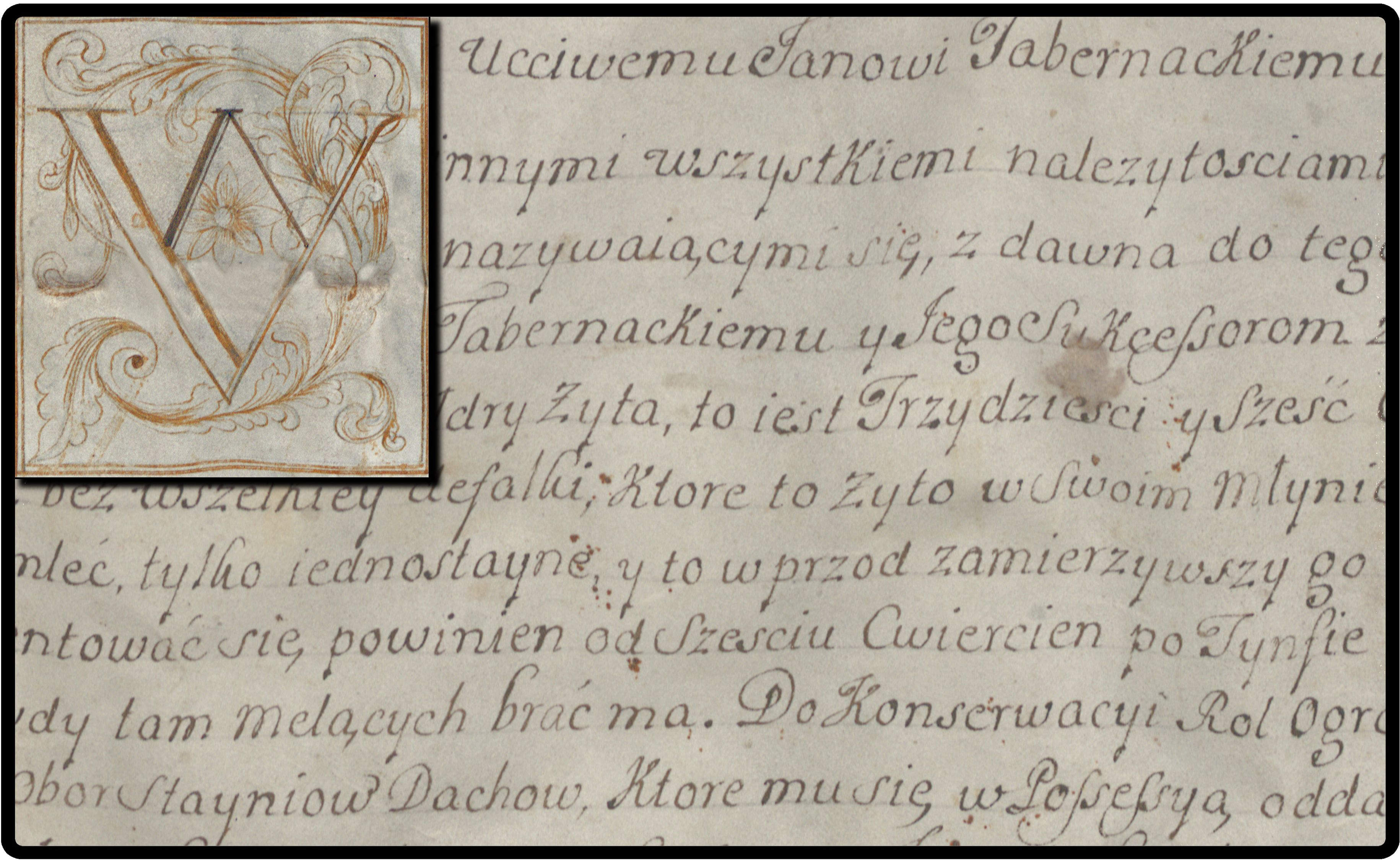
Inicjał liter W i V z dokumentu kapituły poznańskiej, 1757
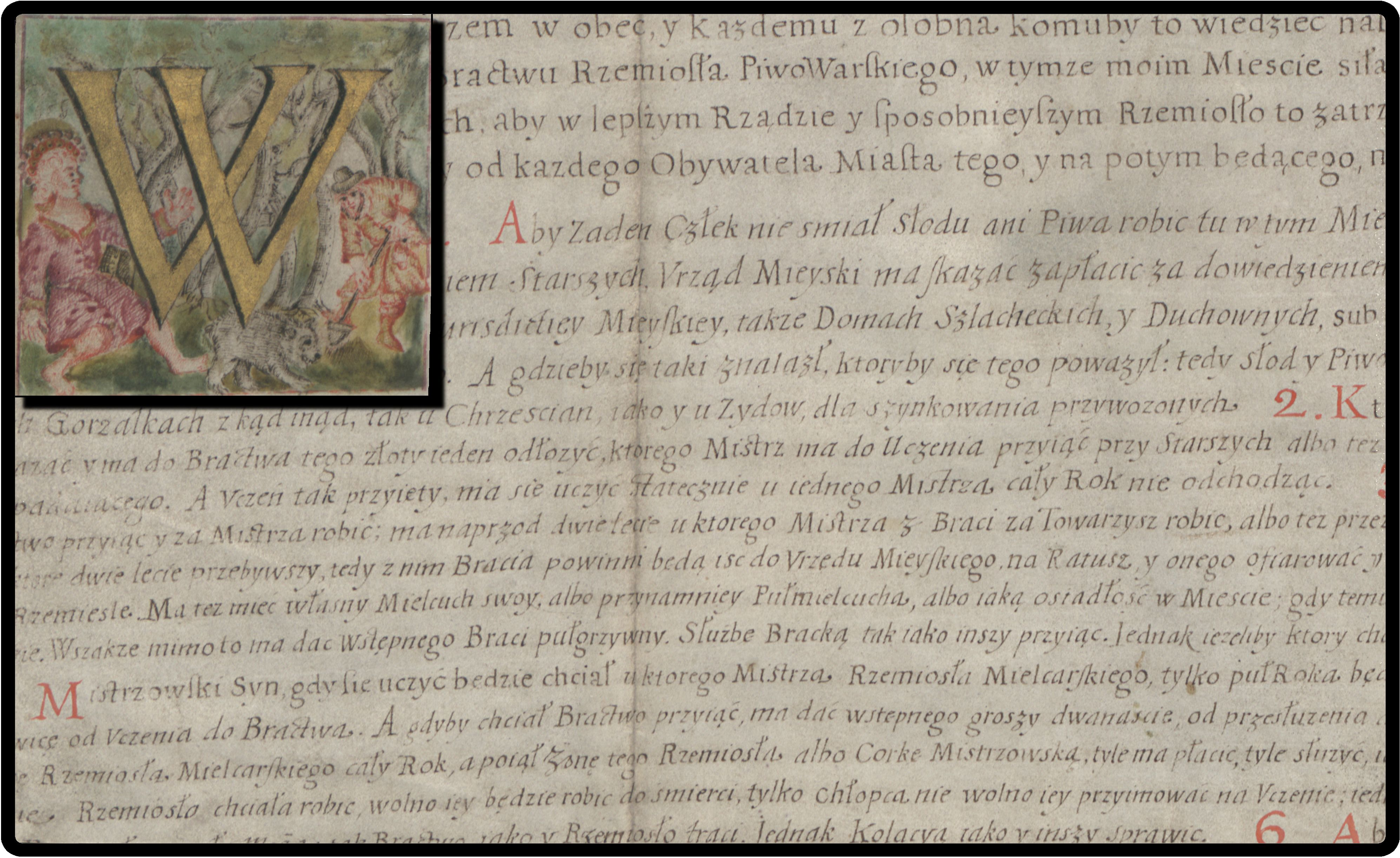
Inicjał litery W z dokumentu cechowego z Pleszewa, 1630
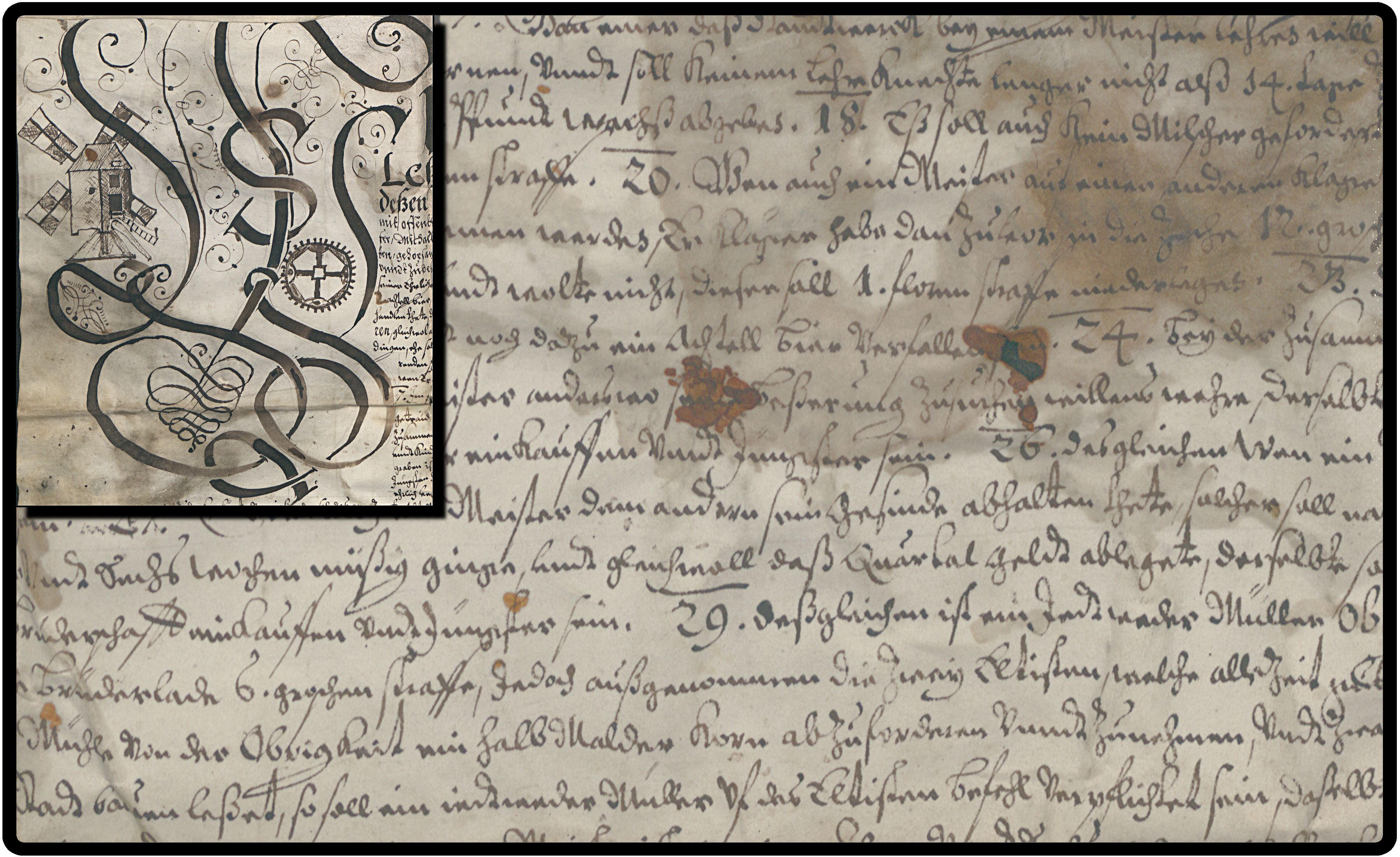
Inicjał litery W z dokumentu cechowego ze Śmigla, 1644
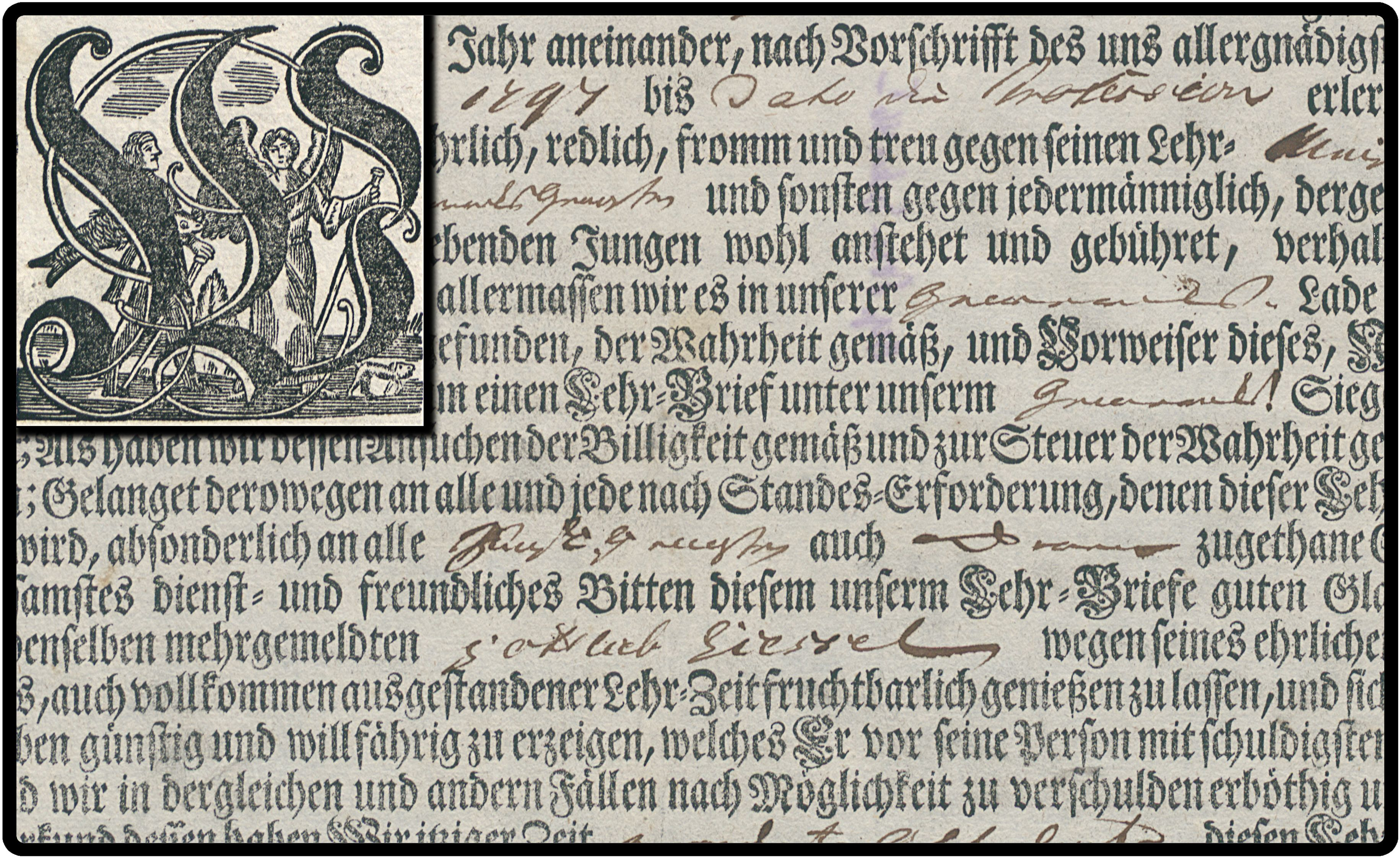
Inicjał litery W z dokumentu cechowego z Poznania, 1800
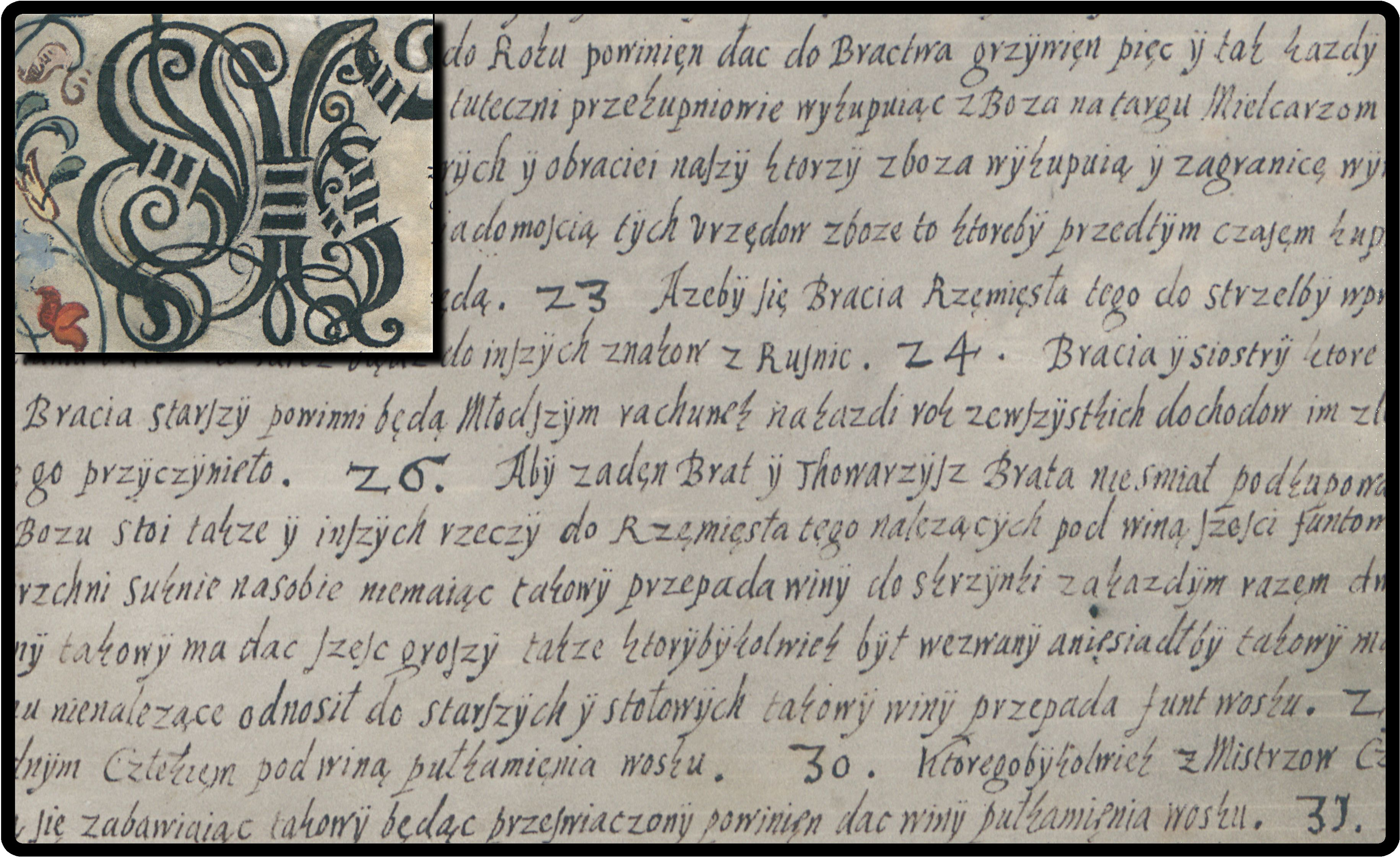
Inicjał litery W z dokumentu cechowego z miasta Sarnowa, 1640